# Eli Wallace
Eli Wallace (* 24. Juli 1986 in New York City) ist ein US-amerikanischer Jazz- und Improvisationsmusiker (Piano, Komposition).

## Leben und Wirken
Wallace, der zunächst in El Cerrito aufwuchs, erhielt ab dem achten Lebensjahr Klavierunterricht. Er erwarb zunächst 2009 den Bachelor of Music an der Lawrence University (mit der Auszeichnung summa cum laude); seine Studien schloss er 2011 mit dem Masterabschluss am New England Conservatory in Jazz-Komposition ab. In Boston studierte er bei Jason Moran, Jerry Bergonzi, Ken Schaphorst, Frank Carlberg und Kati Agocs. Nach seiner Rückkehr in die San Francisco Bay Area arbeitete er in verschiedenen Genres von freier Improvisation, Straight-ahead-Jazz sowie im Bereich von Rock- und Popmusik; u. a. mit Karl Evangelista, Jim Ryan, John Givens und Bill Wolter. Erste Aufnahmen entstanden um 2012, als er bei Dan Meinhardts Debütalbum Gone West mitwirkte. Des Weiteren ist er auf Aufnahmen der Bands Sound Etiquette, Noertker’s Moxie und mit seinem  Cabbages, Captain, & King (mit eigenen Kompositionen) zu hören. Er spielte im Trio mit Karl Evangelista and Jon Arkin; außerdem schrieb er Musik für Jazz-Bigband, Solo-Piano, Kammerorchester und Tanzaufführungen. Sein Werk Influx Rebellion wurde vom EarShot Jazz Composers Orchestra aufgeführt.
2015 zog Wallace nach New York, wo er in der Improvisationsszene tätig war, u. a. mit seinem Bandprojekt Slideshow Junky. Weiterhin spielt er im Trio Cataclysmic Commentary und  im Duo Dialectical Imagination mit Rob Pumpelly. Im Laufe seiner bisherigen Karriere arbeitete er außerdem mit Daniel Carter, Billy Mintz, Ches Smith, Trevor Dunn, Chris Pitsiokos, Andrew Smiley, Sandy Ewen, Carlo Costa und Sean Ali. 2017 veröffentlichte er bei Atma Nadi sein Debütalbum The Angel and the Brute Sing Songs of Wrath (mit Schlagzeuger Rob Pumpelly). Mitte 2018 folgte das Album Slideshow Junky I (Iluso) vor; es enthält Eigenkompositionen, die er in wechselnden Besetzungen mit Aaron Quinn (Gitarre), Jason Nazary, Brandon Lopez und Devin Gray eingespielt hatte.

## Diskographische Hinweise
- Eli Wallace and Beth McDonald: Solo/Duo (Eschatology, 2020)[4]